# Bruno Leuzinger
Bruno Leuzinger, född 6 januari 1886 i Château-d'Oex i Vaud, död 23 december 1952 i Genève, var en schweizisk ishockeyspelare. Vid de olympiska sommarspelen 1920 i Antwerpen slutade Leuzingers lag på en delad femte plats. Vid de olympiska vinterspelen 1924 i Chamonix kom det schweiziska ishockeylaget på en delad sjunde plats.